# José Pereira dos Santos

Armas do barão de Saquarema, as mesmas das famílias Santos e Pereira.

José Pereira dos Santos, primeiro e único barão de Saquarema, (Rio Bonito — Niterói, 1874) foi um fazendeiro brasileiro da região de Saquarema, tendo sido tenente-coronel da Guarda Nacional. Recebeu a comenda da Imperial Ordem da Rosa.

## Biografia
Nascido em Rio Bonito, foi membro da Guarda Nacional e lutou na Guerra do Paraguai em 1867. Teve papel decisivo para elevação de Saquarema a categoria de vila em 8 de maio de 1841, razão pela qual recebeu o baronato.